# ウィリアム・タウンゼンド (庶民院議員)

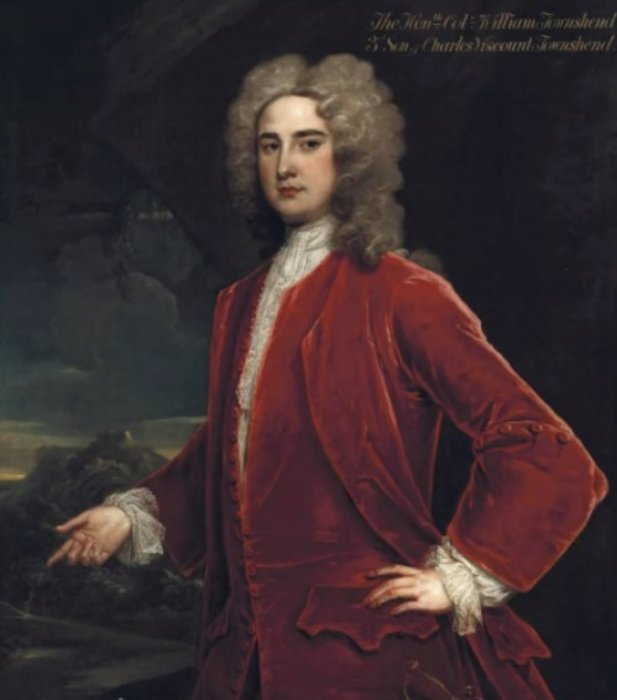
チャールズ・ジャーヴァスによる肖像画、1725年頃。

ウィリアム・タウンゼンド閣下（英語: Hon. William Townshend、1702年6月9日 – 1738年1月26日）は、グレートブリテン王国の政治家。

## 生涯
第2代タウンゼンド子爵チャールズ・タウンゼンドと1人目の妻エリザベス・ペラム（Elizabeth Pelham、1711年5月11日没、初代ペラム男爵トマス・ペラムの娘）の三男として、1702年6月9日に生まれた。
1723年6月11日にグレート・ヤーマス選挙区の補欠選挙で当選、以降1738年に死去するまで同選挙区の代表として議員を務めた。1729年に王太子フレデリック・ルイスの寝室宮内官に任命されると王太子の腹心になり、議会では1733年に（おそらくは王太子の意思を受けて）消費税法案に反対票を投じた。
1738年1月26日に死去した。

## 家族
1725年5月29日、ヘンリエッタ・ポーレット（Henrietta Powlett、1755年1月没、ウィリアム・ポーレット卿の娘）と結婚、1男2女をもうけた。
- チャールズ（英語版）（1728年 – 1810年） - 初代ベイニング男爵
- キャロライン - フレデリック・コーンウォリス（英語版）（1783年没）と結婚[5]